# Tir als Jocs Olímpics d'estiu de 1936
Als Jocs Olímpics d'Estiu de 1936 celebrats a la ciutat de Berlín (Alemanya) es disputaren tres proves de tir olímpic, totes elles en categoria masculina. Les proves es realitzaren entre els dies 6 i 8 d'agost a les instal·lacions de tir prop de Wannsee.

## Comitès participants
Hi participaren un total de 140 tiradors de 29 comitès nacionals diferents:
| - Alemanya (9) - Argentina (5) - Àustria (3) - Bèlgica (3) - Brasil (4) - Bulgària (1) - Dinamarca (6) - Egipte (1) - Estats Units (6) - Filipines (2) | - Finlàndia (8) - França (8) - Grècia (7) - Hongria (8) - Itàlia (9) - Iugoslàvia (1) - Letònia (3) - Liechtenstein (3) - Mèxic (5) - Mònaco (6) | - Noruega (4) - Països Baixos (4) - Perú (1) - Polònia (6) - Portugal (6) - Romania (4) - Suècia (7) - Txecoslovàquia (7) - Xile (3) |

## Resum de medalles
| Prova                                     | Or                 | Argent          | Bronze              |
| Pistola ràpida 25 metres Detalls          | Cornelius van Oyen | Heinz Hax       | Torsten Ullman      |
| Pistola lliure 50 metres Detalls          | Torsten Ullman     | Erich Krempel   | Charles Jammonières |
| Rifle en posició estesa 50 metres Detalls | Willy Røgeberg     | Ralph Berzsenyi | Władysław Karaś     |

## Medaller
| Posició | País     | Or | Argent | Bronze | Total |
| 1       | Alemanya | 1  | 2      | 0      | 3     |
| 2       | Suècia   | 1  | 0      | 1      | 2     |
| 3       | Noruega  | 1  | 0      | 0      | 1     |
| 4       | Hongria  | 0  | 1      | 0      | 1     |
| 5       | França   | 0  | 0      | 1      | 1     |
| 5       | Polònia  | 0  | 0      | 1      | 1     |